# 博兴县
博兴县是中国山东省滨州市南部的一个县，位于鲁北平原黄河下游南岸。面积约900.7平方公里，南北长45.8公里，东西宽29.5公里。隶属于滨州市，西、南与淄博市的高青县、桓台县和临淄区毗邻，东与东营市广饶县、东营区接壤，北倚滨城区并隔黄河与东营市利津县相望。黄河和小清河流经境内。縣人民政府駐博城二路399號。

## 历史
商周之际为蒲姑氏之地。西汉时分属齊郡、千乘郡，东汉属樂安郡。后多隶属于青州府。
博兴县历史悠久，属大汶口文化，龙山文化，远在四千年前已有人类聚居。商代和西周为东夷古国蒲姑氏治所所在地，曾参与武庚和管蔡的三监之乱，周公东征平之。西周时齐国曾一度在此建都。《史记》载：”胡公徙都薄姑，正义括地志云：薄姑城在青州博昌县东北六十里。而当周夷王之时。”“献公元年，尽逐胡公子，因徙薄姑都，治临菑。”《史记》亦载，春秋时期，“冬十二月，襄公游姑棼，集解贾逵曰：齐地也。遂猎沛丘。集解杜预曰：乐安博昌县南有地名贝丘。”春秋末期置博昌邑，战国置博昌县。
西汉前期，博昌属齐郡。后由齐郡分置千乘郡，领6县1侯国，即利县、博昌县、高昌县、乐安县、千乘县、湿沃县、延乡侯国。东汉初年袭西汉制。永元七年（95年）改千乘郡为樂安國，领5县：博昌县、乐安县、千乘县、利县、湿沃县。三国曹魏因之。西晋时，千乘县地并入湿沃县。南北朝北魏时期置乐陵县、阳信县与般县。北齐沿袭北魏制。后周因之。隋开皇十六年（596年）撤乐陵县、阳信县及般县。 开皇二十年（600年）另置新河县，大业初年废，并入博昌县，湿沃县改为蒲台县。唐武德二年（619年），复置乐安县、新河县，连同原博昌县俱属乘州（以千乘、博昌、寿光3县置乘州）。武德八年（625年）废乘州，新河县、乐安县并入博昌县。总章二年（669年）博昌治所（今寨郝村南）移于乐安故城即今县城，再未迁址。五代时期，后梁沿袭唐代建置，后唐庄宗李存勖为避献祖讳，改博昌县为博兴县。
元朝初年，升博兴县为博兴州。明洪武二年（1369年）改博兴州为博兴县，属山东布政使司青州府。清朝沿袭明制。1949年10月，中华人民共和国成立后属惠民专员公署。1956年3月撤蒲台县，其地域并入博兴县。1958年撤桓台县、齐东县，其大部地域并入博兴县。同年11月，惠民专区与淄博市合并为淄博专区，博兴随属之。1961年复置惠民专区，博兴县随属。1978年属惠民地区。1992年3月，惠民地区更名为滨州地区，随属之。2000年12月，撤销滨州地区设立滨州市，随属之。
2001年，博兴县将原有的10个镇、2个乡调整合并为9个镇、1个乡。调整后，陈户、博兴、曹王、兴福、店子、闫坊、庞家、纯化8个镇，辖区和人口数量不变，寨郝镇与湖滨镇合并，定名为湖滨镇，蔡寨乡与乔庄乡合并，定名为乔庄乡。2002年5月，经山东省人民政府批准，撤销乔庄乡设立乔庄镇。2004年，闫坊镇更名为吕艺镇。2007年，撤销博兴镇，以原博兴镇的行政区域和陈户镇、湖滨镇的部分行政区域，设立城东街道、锦秋街道和博昌街道。

## 政治

### 行政区划
博兴县下辖3个街道办事处、9个镇：
城东街道、锦秋街道、博昌街道、曹王镇、兴福镇、陈户镇、湖滨镇、店子镇、吕艺镇、纯化镇、庞家镇和乔庄镇。

## 人口
截至2022年末，博興縣總户數17.407萬户，户籍總人口50.2314萬人。全年出生3803人。
2000年，全县辖10镇2乡，42个管理区，6个办事处，448个行政村（442个自然村），总人口46.57万人，其中农业人口40.28万人，非农业人口6.29万人。全县共有27个民族，少数民族人口为749人，县城城区面积约8平方公里，城区人口5.5万人，其中非农业人口3.69万人。
2008年，全县辖3街道、9镇，448个行政村，14.16万户，总人口48万人。

## 经济
传统手工业有柳编，草编等。兴福镇以厨房设备、白铁加工和明胶制造为主的乡镇企业发达。也有“中国厨都”之称。

## 文化
博兴县文化璀璨，相传是汉孝子董永的故里。境内有殷商时期的蒲姑城遗址、北魏天平元年雕造的丈八佛石造像、明朝嘉庆年间的王海石桥等一批古迹，其中丈八佛石造像距今已有1500多年。

## 旅游
相传为汉孝子董永的故乡，有董永和七仙女的民间传说。锦秋街道有古槐，传说曾为董永和七仙女做媒。博兴县是山东地方剧种吕剧的发源地，每年有滨州博兴国际小戏艺术节和董永文化旅游节。名胜有位于锦秋街道和桓台县交界处的麻大湖，以及位于湖滨镇的南北朝时期的丈八佛石造像等。

## 交通
- 铁路：淄东铁路、博小铁路：博兴站
- 公路： 205国道过境。

## 名人
Category: 博兴人
- 董永：汉孝子。
- 孙炎
- 任恺
- 蒋少游
- 熊佑：明成化年间进士。
- 刘之沂：明万历年间进士。
- 顾铎：明正德年间进士。
- 魏儒正：近代名医。
- 孙中新：据说为吕剧创始人。